# Polizeipräsidium Tuttlingen

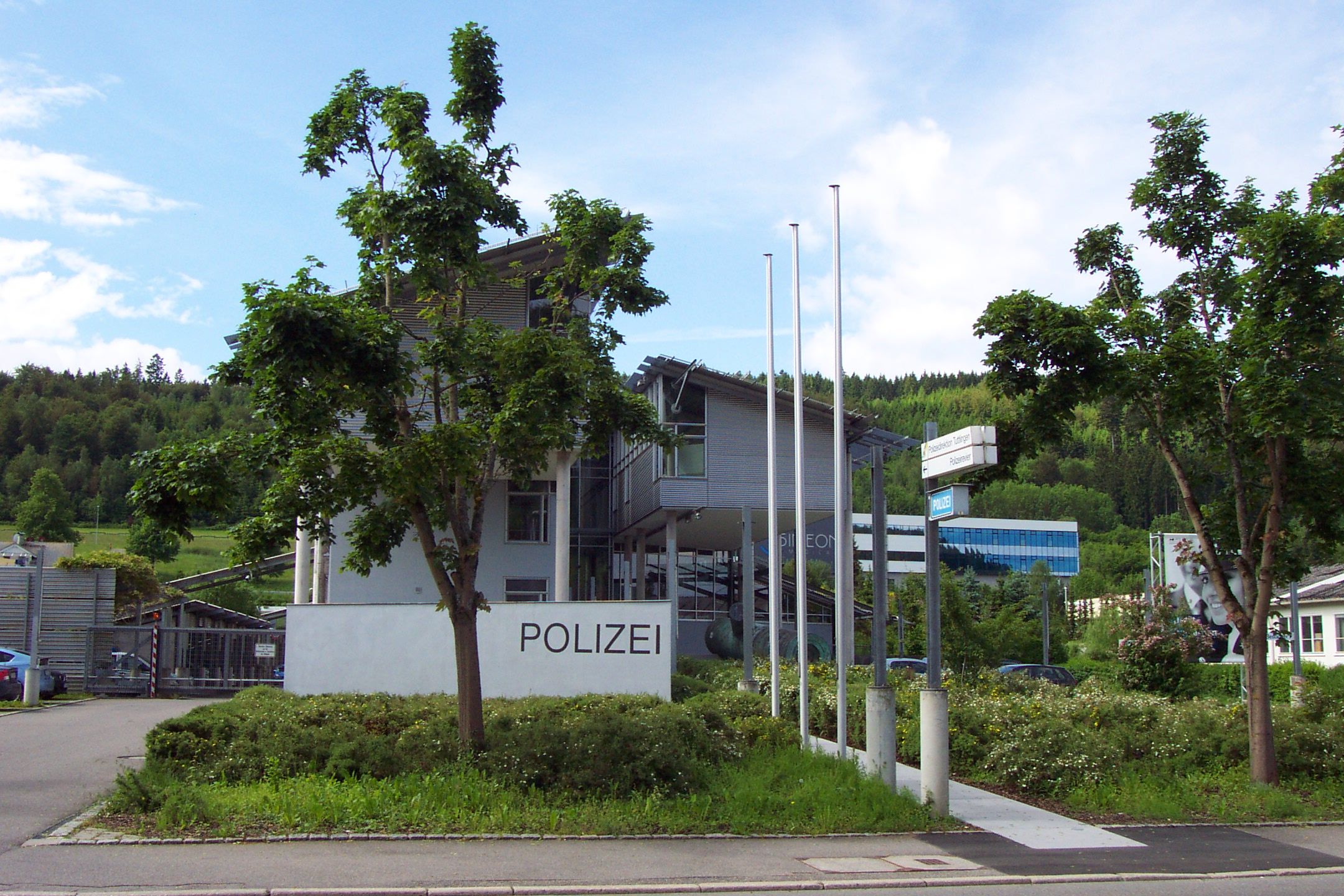
Tuttlinger Polizeigebäude

Das Polizeipräsidium Tuttlingen mit Sitz in Tuttlingen war das für  den Landkreis Freudenstadt, den Landkreis Rottweil, den Schwarzwald-Baar-Kreis, den Landkreis Tuttlingen und den Zollernalbkreis zuständige regionale Polizeipräsidium der Polizei Baden-Württemberg. Die Dienststelle entstand im Rahmen der Polizeistrukturreform in Baden-Württemberg durch die Zusammenfassung der bisherigen Polizeidirektionen Balingen, Freudenstadt, Rottweil, Tuttlingen und Villingen-Schwenningen zu einem Polizeipräsidium am 1. Januar 2014.
Zum 31. Dezember 2019 wurde das Polizeipräsidium Tuttlingen im Zuge der Korrektur der Polizeireform aufgelöst. Der Landkreis Freudenstadt wurde dem zum 1. Januar 2020 neugegründetem Polizeipräsidium Pforzheim zugeordnet, die Landkreise Rottweil, Tuttlingen und der Schwarzwald-Baar-Kreis dem reformierten Polizeipräsidium Konstanz. Der Zollernalbkreis wurde dem Polizeipräsidium Reutlingen zugeordnet.

## Organisation
Der Zuständigkeitsbereich umfasste eine Fläche von 4317 km² mit ca. 780.000 Einwohnern.
Das Polizeipräsidium Tuttlingen gliederte sich, wie alle Polizeipräsidien in Baden-Württemberg, in die Direktionen Polizeireviere, Kriminalpolizeidirektion und Verkehrspolizeidirektion. Der Leitungsbereich bestand aus dem Polizeipräsidenten, den Stabsstellen Öffentlichkeitsarbeit, Strategisches Controlling und Qualitätsmanagement sowie dem Führungs- und Einsatzstab, dem Referat Kriminalprävention und der Verwaltung. Das Polizeipräsidium hatte eine Personalstärke von 1500 Mitarbeitern.

### Direktion Polizeireviere
Der Direktion Polizeireviere am Standort des Polizeipräsidiums Tuttlingen waren 14 Polizeireviere (PRev) und den Revieren waren 24 Polizeiposten (Pp) nachgeordnet. Im Einzelnen waren dies:
- Polizeirevier Albstadt mit den vier Polizeiposten Albstadt-Ebingen, Albstadt-Tailfingen, Meßstetten und Winterlingen
- Polizeirevier Balingen mit den drei Polizeiposten Balingen-Frommern, Rosenfeld und Schömberg
- Polizeirevier Donaueschingen mit dem Polizeiposten Blumberg
- Polizeirevier Freudenstadt mit den drei Polizeiposten Alpirsbach, Bad Rippoldsau-Schapbach und Baiersbronn
- Polizeirevier Hechingen mit den drei Polizeiposten Bisingen, Burladingen und Haigerloch
- Polizeirevier Horb am Neckar mit den zwei Polizeiposten Dornstetten und Pfalzgrafenweiler
- Polizeirevier Oberndorf am Neckar mit dem Polizeiposten Sulz am Neckar
- Polizeirevier Rottweil
- Polizeirevier St. Georgen im Schwarzwald mit den zwei Polizeiposten Furtwangen und Triberg im Schwarzwald
- Polizeirevier Schramberg
- Polizeirevier Schwenningen mit dem Polizeiposten Bad Dürrheim
- Polizeirevier Spaichingen mit den zwei Polizeiposten Trossingen und Wehingen
- Polizeirevier Tuttlingen mit den zwei Polizeiposten Immendingen und Mühlheim an der Donau
- Polizeirevier Villingen

Weiterhin nachgeordnet waren die Führungsgruppe, die Polizeihundeführerstaffel und die Einheit Gewerbe und Umwelt.

### Kriminalpolizeidirektion
Die Kriminalpolizeidirektion (KPDir) hatte ihren Sitz in Rottweil. Innerhalb der KPDir waren acht verrichtungsorientierte Kriminalinspektionen (K) und vier Kriminalkommissariate (KK) eingerichtet.
- Führungsgruppe
- Kriminalinspektion 1 – Kapitaldelikte, Sexualdelikte, Amtsdelikte
- Kriminalinspektion 2 – Raub, Eigentums- und jugendspezifische Kriminalität, Zentrale Integrierte Auswertung
- Kriminalinspektion 3 – Wirtschaftskriminalität, Korruption, Umweltdelikte
- Kriminalinspektion 4 – Organisierte Kriminalität und Rauschgiftkriminalität
- Kriminalinspektion 5 – Cybercrime und Digitale Spuren
- Kriminalinspektion 6 – Staatsschutz
- Kriminalinspektion 7 – Einsatz- und Ermittlungsunterstützung, Kriminaldauerdienst, Datenstation
- Kriminalinspektion 8 – Kriminaltechnik
- Kriminalkommissariat Balingen
- Kriminalkommissariat Freudenstadt
- Kriminalkommissariat Tuttlingen
- Kriminalkommissariat Villingen-Schwenningen

### Verkehrspolizeidirektion
Die Verkehrspolizeidirektion hatte ihren Sitz in Zimmern ob Rottweil. Ihr nachgeordnet waren:
- Führungsgruppe
- Dienstgruppe Bundesautobahn Zimmern ob Rottweil
- Verkehrsunfallaufnahme Zimmern ob Rottweil
- Verkehrspolizeiliche Ermittlungen Zimmern ob Rottweil
- Verkehrsüberwachung Horb
  - Balingen
  - Freudenstadt
- Verkehrsüberwachung Villingen-Schwenningen